# Pudukkottai (district)
Pudukkottai is een district van de Indiase staat Tamil Nadu. Het district telt 1.452.269 inwoners (2001) en heeft een oppervlakte van 4651 km².
Het district Pudukkottai ontstond in 1974. Voordien behoorde het grondgebied tot de districten Tiruchirappalli en Thanjavur. De hoofdplaats is de gelijknamige stad Pudukkottai.
Hoofdstad: Chennai
Districten: Ariyalur · Chengalpattu · Chennai · Coimbatore · Cuddalore · Dharmapuri · Dindigul · Erode · Kallakurichi · Kanchipuram · Kanyakumari · Karur · Krishnagiri · Madurai · Mayiladuthurai · Nagapattinam · Namakkal · Nilgiris · Perambalur · Pudukkottai · Ramanathapuram · Ranipet · Salem · Sivaganga · Tenkasi · Thanjavur · Theni · Thoothukudi · Tiruchirappalli · Tirunelveli · Tirupattur · Tirupur · Tiruvallur · Tiruvannamalai · Tiruvarur · Vellore · Viluppuram · Virudhunagar